# Däwit
Däwit (international: Daewit) ist der Debütfilm von David Jansen nach Abschluss seines Studiums an der Kunsthochschule für Medien, Köln.

## Handlung
Däwit wird als Kind von seiner Mutter vor der Gewalt des Vaters gerettet und ausgesetzt. Fernab von ihr wächst er unter Wölfen auf. Nach einer rätselhaften Reise voller Entbehrungen, auf der Suche nach seiner eigenen Identität, findet er Frieden in der Vergebung.

## Hintergrund
Der Schwarz-Weiß-Film Däwit ist ein 2D computer animierter Kurzfilm, angelehnt und inspiriert u. a. durch den Stil der Holzschnitte von Frans Masereel. Der Film hatte seine Uraufführung auf der 65. Berlinale 2015, wurde auf über 200 Festivals weltweit gezeigt und erhielt einige Filmpreise. Auf dem Filmfest Dresden wurde er mit dem Goldenen Reiter und dem ARTE Film Prize ausgezeichnet, andere Festivals waren unter anderem Hiroshima Kokusai Animation Festival, Oberhausen Kurzfilmtage, Kurzfilmfestival Hamburg, Trickfilmfestival Stuttgart, Hong Kong International Film Festival, Mill Valley Film Festival, Interfilm Berlin, Premiers Plans, Ann Arbor Film Festival, Fajr Film Festival, Japan Film Prize.

## Produktion
Der Film wurde von einem vierköpfigen Team realisiert. Über 11.000 Einzelbilder wurden von David Jansen und Sophie Biesenbach digital per Hand gezeichnet. Für Musik und Sound Design war Marcus Zilz verantwortlich. Produziert wurde der Film von Fabian Driehorst und der Fabian&Fred Filmproduktion, mit Unterstützung der Film- und Medienstiftung NRW. Die Kurzfilmagentur Hamburg vertritt Däwit als Verleih und Distribution.

## Auszeichnungen (Auswahl)
- Filmfest Dresden 2015: Golden Horseman Animation (national) & ARTE Film Price
- River Film Festival, Padua 2015: First Prize Animation
- New Jersey Film Festival, 2015: Best Animation
- Marbella International Film Festival, 2015: Best Animation
- Kyoto International Film Festival 2015: Non-Genre Award
- Banjaluka – The May Festival of Animated Film 2015: Best 2D Technique
- Weyauwega International Film Festival 2015: Best Animation
- In The Palace International Short Film Festival: Best Animation
- Arizona International Film Festival 2016: Best Animation
- Eindhoven Film Festival 2016: Best Animation